# Volební reforma 1882
Volební reforma z roku 1882, někdy též Taaffeho reforma volebního řádu, byla změna volebního systému v předlitavské části Rakouska-Uherska, kterou roku 1882 prosadila vláda Eduarda Taaffeho a která snižovala volební cenzus ve volbách do Říšské rady a tím podstatným způsobem rozšiřovala počet oprávněných voličů. Poprvé byla uplatněna ve volbách roku 1885.

## Dobové souvislosti
Po volbách do Říšské rady roku 1879 se moci v Předlitavsku ujala vláda Eduarda Taaffeho, která byla tvořena konzervativními a federalistickými silami. Jejími hlavními oporami byla Strana práva, Český klub a Polský klub. Vláda od počátku 80. let prosadila některé ústupky českým národním aspiracím (např. Stremayrova jazyková nařízení). Jejím hlavním soupeřem byla německorakouská liberální a centralistická Ústavní strana. Ta měla silnou oporu zejména ve vrstvách vyšší a střední buržoazie. Vláda Eduarda Taaffeho proto volební reformou sledovala i oslabení pozic německých liberálů tím, že volební právo rozšíří i na vrstvy maloburžoazní, živnostenské. Další motivací reformy bylo částečné otupení rodícího se dělnického a sociálně demokratického hnutí tím, že do volebního procesu budou vtaženy částečně střední a nižší střední vrstvy s umírněně sociálně reformní agendou.

## Volební reforma z roku 1882
Volba do Říšské rady fungovala od roku 1873 podle tzv. dubnové ústavy, která zvýšila počet poslanců z 203 na 353 a která zároveň přidala k dosavadním třem kuriím (městské, venkovských obcí a velkostatkářské) i čtvrtou kurii obchodních a živnostenských komor.
Reforma přijatá roku 1882 ponechávala počet poslanců i rozdělení mandátů pro jednotlivé kurie beze změn, ale v kurii městské a venkovských obcí snižovala volební cenzus (tedy minimální daňový odvod poskytující volební právo) na pět rakousko-uherských zlatých. Tito noví, tzv. pětizlatkoví voliči, čítali několik set tisíc osob. Podle o něco pozdějších údajů z počátku 90. let 19. století (při nezměněném volebním systému) disponovalo volebním právem v Předlitavsku 15 % mužského obyvatelstva). Noví voliči reprezentovali zejména maloburžoazní vrstvy, které byly protiliberálně naladěny. Tato kalkulace se potvrdila, protože v prvních volbách konaných podle nové úpravy (volby do Říšské rady roku 1885) posílily klerikální a konzervativní proudy a hlavní komponenty vlády Eduarda Taaffeho, čímž vláda mohla pokračovat po celé další volební období.
Počátkem 90. let sílilo hnutí za další a daleko radikálnější reformu volebního systému. Prosazovali ji zejména sociální demokraté ale také mladočeši. Vláda Eduarda Taaffeho, jež byla tehdy ještě stále u moci (byť v pozměněné podobě), předložila v říjnu 1893 návrh, který zvyšoval počet oprávněných voličů z 15 na 34 % mužské populace a v kuriích městské a venkovských obcí zaváděl téměř všeobecné hlasovací právo. Tento návrh ovšem v Říšské radě neprošel, porážka pak vedla ke konci Taaffeho vlády. Reformu potom, v ještě rozšířenějším pojetí, prosadila až vláda Kazimíra Badeniho roku 1896 (tzv. Badeniho volební reforma).